# Vivi Peters
Vivi Peters, född 25 augusti 1893 i Nagu, död 6 november 1945 i Helsingfors, var en finländsk journalist och etnolog.

## Biografi
Vivi Peters avlade 1915 lärarinneexamen vid Ekenäs seminarium, men kom att ägna sig åt journalistik och annat bildningsarbete. Åren 1923–1929 arbetade hon vid Svenska folkskolans vänners kansli och redigerade tidningen Nyland. Hon var också en entusiastisk fältetnolog och gjorde under åren 1913 till 1929 ett flertal fältarbeten i bland annat Dragsfjärd, Sibbo och Närpes. Hennes specialintresse var matkultur och hon var tidig med att samla in material med kvantitativa metoder.